# Cyrille Verbrugge
Cyrille C. Verbrugge (ur. 9 listopada 1866 w Mouscron, zm. 4 maja 1929 w Antwerpii) – belgijski szermierz, dwukrotny medalista olimpijski.
Został zgłoszony do startu we florecie indywidualnym na igrzyskach olimpijskich w Atenach w 1896 roku, jednak ostatecznie nie wystąpił. Na rozgrywanych cztery lata później igrzyskach olimpijskich w Paryżu był piętnasty w turnieju florecistów zawodowców. Wystąpił także na olimpiadzie letniej w Atenach w 1906, gdzie zdobył złote medale w rywalizacji zawodowców w szpadzie oraz w szabli. 